# Dinomys branickii
Dinomys branickii là một loài gặm nhấm hoạt động về đêm chỉ được tìm thấy ở các khu rừng nhiệt đới của tây lưu vực sông Amazon và các chân đồi phụ cận của dãy Andes từ tây bắc Venezuela và Colombia đến tây Bolivia, bao gồm cả Yungas. Một nơi loài này phổ biến là vườn quốc gia Cotapata ở Bolivia. 
Loài này cân nặng đến 15 kg (33 lb) và dài đến 79 cm (31 in) không tính đuôi dày và nhiều lông.

## Hình ảnh

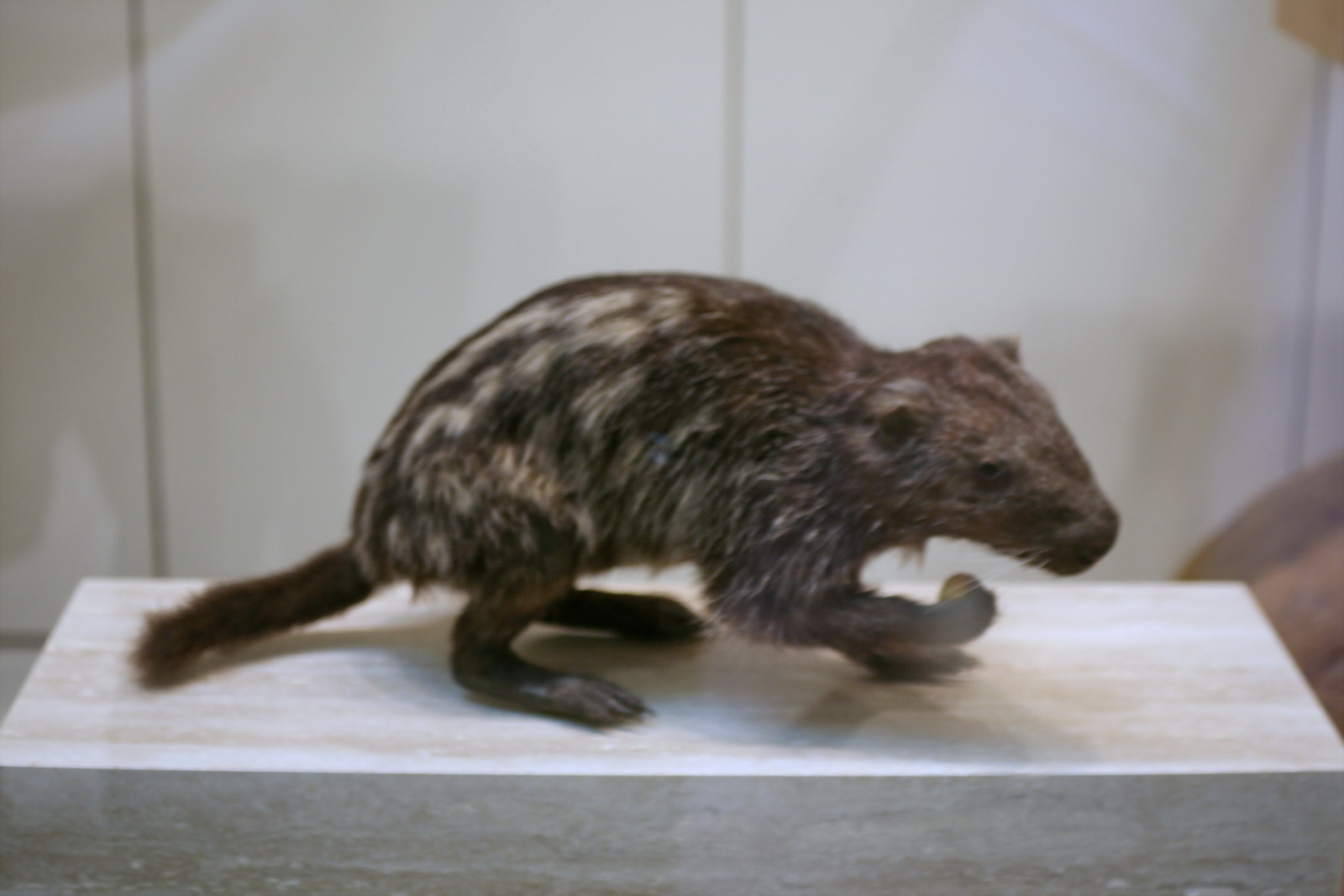